# Taygète (Pléiade)
Pour les articles homonymes, voir Taygète.
Dans la mythologie grecque, Taygète (en grec ancien Ταϋγέτη / Taügétê) est une des sept Pléiades, fille d'Atlas et de Pléioné. Aimée de Zeus, elle est la mère de Lacédémon, fondateur mythique de Sparte.
Elle passe en outre pour avoir consacré la biche de Cérynie à Artémis.

## Famille

### Ascendance
Taygète est la fille du titan Atlas et de l'Océanide Pléioné. Cela fait d'elle la petite-fille de Japet ou Ouranos et de Thémis, Clymène ou Asia (suivant les versions) de par son père et d'Océan et de Téthys de par sa mère.
Certaines sources en font aussi la fille d'Agénor, ce qui ferait d'elle la petite-fille de Poséidon et de Libye.
Une version mineure par Hygin donne les Pléiades comme les filles d'Atlas et de l'Océanide Éthra.

### Frères et sœurs
Elle a six sœurs avec lesquelles elle forme le groupe des Pléiades dont elle est la benjamine. Ces sœurs sont Maïa (l'ainée et mère d'Hermès), Alcyone, Astérope, Céléno, Électre et Mérope, la benjamine.
Elle a également un frère ou demi-frère, Hyas, et plusieurs autres sœurs ou demi-sœurs, les Hyades, enfants d'Atlas et de l'Océanide Éthra ou d'Atlas et Pléioné, Calypso (lorsque celle-ci est donnée comme fille d'Atlas) et les Hespérides, filles d'Atlas et d'Hespéris.

### Descendance
Elle engendra avec Zeus le héros Lacédémon, fondateur mythique de Sparte. La petite-fille de ce dernier, soit l'arrière-petite-fille de Taygète, Danaé, donnera naissance à Persée en s'unissant avec Zeus, changé pour l'occasion en pluie d'or.
Certains mythes font également de Taygète la mère d'Eurotas, un des rois mythiques de Sparte.

## Mythologie

### Parmi les Pléiades
Dans une histoire, les Pléiades, avec leurs demi-sœurs les Hyades, étaient des compagnes vierges d'Artémis, la sœur jumelle d'Apollon et fille de Léto et Zeus, et protectrice des chasseurs et des animaux sauvages. Les Pléiades sont ici des nymphes et, avec leurs demi-sœurs, étaient appelées les Atlantides, les Modonodes ou les Nysiades qui, ensemble, étaient les gardiennes de Dionysos enfant.
Orion poursuivit les Pléiades après s'être pris de passion pour leur beauté et leur grâce. Artémis demande alors à son père Zeus de protéger les Pléiades et, pour ce faire, ce dernier les transforme en étoiles. Artémis entre alors dans une grande colère car elle ne peut plus voir ses compagnes adorées et demande à son frère, Apollon, d'envoyer un scorpion géant pour chasser et tuer Orion. Zeus transforme ensuite Orion en une constellation afin qu'il continue à poursuivre les Pléiades dans les cieux.
Dans une autre légende, les sœurs sont transformées en étoiles par Zeus parce qu'Orion est tombé amoureux d'elles et a poursuivi sans relâche leur affection pendant 12 ans. Au début, elles furent transformées en colombes, mais plus tard, avec Orion, en étoiles afin que le chasseur Orion les poursuive à jamais.
Dans les deux légendes, les Pléiades ont été transformées en étoiles et maintenant, avec leurs demi-sœurs, les Hyades (qui sont mortes en pleurant leur frère mort Hyas), font partie de la constellation d'étoiles du Taureau.

## Postérité
- Taygète (dite Tiggy) d'Apliese est l'héroïne de La Sœur de la Lune (2019), le cinquième tome de la série littéraire Les Sept Sœurs de Lucinda Riley.

## Sources et références
1. ↑  Dictys Cretensis, Chronicle de la Guerre de Troie 1.9.
2. ↑  Fabulae from The Myths of Hyginus traduit et édité par Mary Grant. University of Kansas Publications in Humanistic Studies. Version online sur le Topos Text Project.
3. ↑  Ovide, Fastes [détail des éditions] [lire en ligne], V, 164.
4. ↑  Hygin, Fables [détail des éditions] [(la) lire en ligne], CXCII.
5. ↑  Homère, Odyssée [détail des éditions] [lire en ligne] (I, vers 13-15 ; 50 à 57 ; V, 57-58.)
6. ↑  Phérécyde, fr. ap. Hygin, Astronomie [détail des éditions] [(la) lire en ligne], II, 3.
7. ↑  Diodore de Sicile, Bibliothèque historique [détail des éditions] [lire en ligne], IV, 26.
8. ↑  Scholie à Pindare, Odes Pythiques 4.15, Olympian Odes 6.46 & ad Lycophron, 886.
9. ↑  Scholie à l'Iliade, 18.486. voir ici  Qui elle-même cite à son tour le cycle épique perdu.
10. ↑  Mythology of the Seven Sisters (Pleiads), National Astronomy and Ionosphere Center (Arecibo Observatory).
11. ↑  Pléiades, dans la mythologie grecque (anglais), InfoPlease.
12. ↑  The Pleiades in mythology, Pleiade.org.

- Pseudo-Apollodore, Bibliothèque [détail des éditions] [lire en ligne] (III, 10, 1 & 3).
- Ovide, Fastes [détail des éditions] [lire en ligne] (IV, 174).
- Pindare, Odes [détail des éditions] (lire en ligne) (Olympiques, III, 44).
- Virgile, Géorgiques [détail des éditions] [lire en ligne] (IV, 231).